# Junta Pro Semana Santa de España
La Junta Pro Semana Santa de España es una entidad fundada en noviembre de 1994 con sede en la ciudad de Valladolid que tiene entre sus objetivos la investigación, el conocimiento y la promoción de las diversas manifestaciones culturales y religiosas relacionadas con la Semana Santa en España.
Su presidente es Javier Vidal Albarrán.
Entre sus actividades se encuentra la unificación de criterios para mejorar el funcionamiento de las cofradías y hermandades y el desarrollo actividades para mejorar la formación de sus miembros y de todos los interesados en estas celebraciones.
La Junta Pro Semana Santa de España destaca por la realización en distintos lugares de la geografía española de la exposición itinerante Homenaje a la Semana Santa española, en la que se expone una colección de hábitos de distintas cofradías españolas, pinturas, bordados y orfebrería.
En julio de 2015 se iniciaron las conversaciones con el Ayuntamiento de Valladolid para la apertura de un museo dedicado a la Semana Santa española.